# Шваб, Даниэль (немецкий футболист)
Даниэль Шваб (нем. Daniel Schwaab; род. 23 августа 1988, Вальдкирх) — немецкий футболист, выступавший на позиции защитника, и тренер.

## Биография
Даниэль Шваб родился в 20-тысячном городе Вальдкирх на юго-западе Германии. Обучался в футбольной школе местной любительской команды «Вальдкирх». Он быстро занял место в основном составе, а затем попал на заметку футбольным скаутам из Бундеслиги. Вскоре он отправился в футбольную академию «Байера» из Леверкузена.

### Клубная карьера
В 2005 году на одном из футбольных турниров Даниэля пригласили в команду «Фрайбург». Молодой игрок, не раздумывая, согласился и вошёл в состав одной из ведущих команд Второй Бундеслиги. Он провёл три сезона и отыграл более 100 матчей.
В 2009 году перешёл в «Байер 04».
8 мая 2013 года Шваб перешёл в «Штутгарт», подписав контракт до 2016 года. 11 июля 2016 года Шваб на три года подписал контракт с ПСВ. В 2019 году футболист на один год продлил контракт с ПСВ.

### Карьера в сборной
Привлекался в юношеские сборные Германии до 18 и 19 лет, принял участие в чемпионате Европы 2009 для молодёжных команд. В составе сборной выиграл первенство Европы.

## Достижения
ПСВ
- Чемпион Нидерландов: 2017/18
- Обладатель Суперкубка Нидерландов: 2016